# Jesús Ortega Irusta
Jesús Ortega Irusta (La Habana, 15 de septiembre de 1935) es un guitarrista y compositor cubano. 
Ingresó en 1953 en el Conservatorio Municipal de La Habana, donde estudió solfeo, con Sofía Serpa; teoría de la música con Nieves Blanco; armonía y morfología de la música con Serafín Pro; pedagogía de la música, Argeliers León; historia y estética de la música, Edgardo Martín; chelo, Antonio Mompó; contrapunto y composición con Harold Gramatges y guitarra con Isaac Nicola. 
También realizó estudios fuera del Conservatorio con Leo Brouwer y recibió clases magistrales de guitarristas como Andrés Segovia y Alirio Díaz. 
Inició su carrera artística en 1956 y formó dúo de guitarra con Leo Brouwer. En 1957 compuso su primera obra: Danza del adolescente ingenuo, de la cual también hizo una versión para quinteto de viento.
Comenzó a trabajar como profesor asistente de Isaac Nicola. En 1959 fue nombrado director de la Banda de Música y director del Departamento de Arte del Ejército Oriental, asesor del Departamento de Conservatorios del Ministerio de Educación, jefe del Departamento de Conciertos, Orquestas y Bandas. 
Integró un trío de cámara con Enrique Castro, flauta, y Osvaldo Cañizares, violín. En 1961 fue profesor de música de cámara y práctica de conjunto de instrumentos de viento del Conservatorio Municipal de La Habana; en 1968 asumió la cátedra de guitarra y es designado director del plantel. 
En 1974 pasó a trabajar como profesor de guitarra de la Escuela Nacional de Arte. En 1978 integró el claustro de profesores del Instituto Superior de Arte y desde 1985 dirige su departamento de guitarra. Integró dúo de piano y guitarra con Karelia Escalante y desde 1995 con María del Henar Navarro.
Como instrumentista, Jesús Ortega ha realizado giras por México, Venezuela, Japón, Italia, Francia y la URSS. Dirige el conjunto de guitarras Sonantas Habaneras.
Ha sido miembro de los concursos y festivales de guitarra de La Habana, e impartido clases magistrales en Canadá, Checoslovaquia, España, Yugoslavia, Alemania, Hungría, Bulgaria, Polonia, Francia, Holanda, Grecia, URSS, Estados Unidos, México, Brasil, Martinica y Puerto Rico.

## Bandas sonoras
El trabajo más destacado de Ortega para el cine, estudiado por Leonardo Acosta, fue para la película 
Una pelea cubana contra los demonios dirigida por Tomás Gutiérrez Alea. El director y el compositor quisieron recrear la música cubana del siglo XVII.

## Transcripciones
Ortega hizo una  versión de obras de Gaspar Sanz para un grupo compuesto por vihuela, laúd, flauta dulce y tres tambores. 

## Premios y reconocimientos
Le han concedido condecoraciones en Cuba y diversos países de Europa y América. 
- Doctorado honoris causa en Artes, por el Instituto Superior de Arte, 1996.
- Medalla Alejo Carpentier, 2002.
- Orden Félix Varela, 2004
- Premio Nacional de Enseñanza Artística, 2005.

## Obras
- Concertante, para la computadora MW y banda magnética.
- Danza del adolescente ingenuo, 1957.
- Dos poemas de lucha, para barítono, guitarra, violín y chelo, sobre texto de José Martí.
- In Memoriam por Luis Escalante, para orquesta de jazz
- Picassiana n.º 1, Preludio.